# Keita Nakamura
Keita Nakamura (jap. 中村 慶太 Nakamura Keita; * 3. Juni 1993 in Chiba) ist ein japanischer Fußballspieler. 

## Karriere
Keita Nakamura erlernte das Fußballspielen in den Jugendmannschaften vom Tokigane FC und Artista FC, der Schulmannschaft der Ryutsu Keizai University Kashiwa High School sowie der Universitätsmannschaft der Ryūtsū-Keizai-Universität. Von August 2013 bis April 2014 wurde er an den AC de Boulogne-Billancourt nach Frankreich ausgeliehen. V-Varen Nagasaki lieh ihn von August 2015 bis Januar 2016 aus. Nach Ende der Ausleihe wurde er von Nagasaki fest verpflichtet. Der Verein aus Nagasaki, einer Stadt in der gleichnamigen Präfektur Nagasaki, spielte in der zweithöchsten Liga, der J2 League. 2017 wurde er mit dem Verein Vizemeister der zweiten Liga und stieg in die erste Liga auf. Nach einem Jahr stieg der Club als 18. der Tabelle wieder in die zweite Liga ab. Nach 91 Spielen und 17 Toren verließ er nach der Saison 2018 den Verein. Im Januar 2019 unterschrieb er einen Vertrag beim Erstligisten Shimizu S-Pulse. Für den Verein aus Shimizu absolvierte er 64 Ligaspiele. Im Januar 2022 wechselte er ablösefrei zum Ligakonkurrenten Kashiwa Reysol. Für den Klub aus Kashiwa bestritt er 15 Erstligaspiele. Ende Juni 2023 wechselte er zum Zweitligisten V-Varen Nagasaki.

## Erfolge
V-Varen Nagasaki
- J2 League: 2017 (Vizemeister)  ▲